# スミスフィールド・キャトル・ドッグ
スミスフィールド・キャトル・ドッグ（英：Smithfield Cattle Dog）とは、イギリスのイングランド原産の牧牛犬種である。別名スミスフィールド・コリー（英：Smithfield Collie）、スミスフィールド・ドローヴァー（英：Smithfield Drover）。
ここではこれの亜種であるスタンピーテイル・スミスフィールド・キャトル・ドッグについても解説を行う。

## 歴史
生い立ち及び作出に使われた犬種は明らかではない。およそ12～13世紀ごろにイングランドで作出された犬種で、ロンドンにあるスミスフィールド市場に牛の群れを連れて行くための牧牛犬として使われた。時には牛のかかとを軽く噛んで移動させることも出来るヒーラーで、ロンドンでは一時使役犬として流行したこともあったともいわれている。
スミスフィールド・キャトル・ドッグは3つの犬種の祖先になった犬で、現在は本種が単独で話題に上ることは無く、その3つの犬種の生い立ちが語られた時にのみ、その存在について軽く言及される程度である。一つ目の子孫はオーストラリアのオーストラリアン・キャトル・ドッグである。これは現在オーストラリア国外でも人気が高く、実用犬として多く飼育されている牧牛犬種である。二つ目の子孫はティモンズ・バイターで、これは非常にマイナーな牧牛犬種であるが、オーストラリアン・キャトル・ドッグの前身である。三つめの子孫は、アメリカ合衆国のオーストラリアン・シェパードである。スミスフィールドの子孫としては最も世界的に人気がある犬種で、多くの国で多目的に飼育されている犬種である。
子孫の隆盛とは対照的に、スミスフィールド自体は牧牛作業の機械化により仕事を失い、頭数は激減した。愛好家の努力も空しく、その後数か回復することが無いまま19世紀ごろに絶滅してしまった。

## 特徴
姿に関しても残された資料は少ない。スムース・コリーにやや姿が似ていて、それよりも筋肉質の体つきをしていた。耳は立ち耳又は半垂れ耳、尾は垂れ尾で時には短めに断尾されることもあった。長めの脚を持ち、背は平らに近い。コートはロングコートで、毛色はブラック・アンド・タンやブルーマール・アンド・ブラックなどさまざまである。中型犬サイズで、性格は大胆不敵で忠実、仕事熱心であったといわれている。運動量は非常に多い。

## スタンピーテイル・スミスフィールド・キャトル・ドッグ
スタンピーテイル・スミスフィールド・キャトル・ドッグ（英：Stampy-tail Smithfield Cattle Dog）とは、イギリスのイングランド原産の牧牛犬種である。通常のスミスフィールドの亜種で、それとの違いは尾の長さである。牧牛犬は牧羊犬と違ってあまり走るスピードを必要としないため、かつては長い尾を持たなくてもよいと考えられていた。租税を逃れて牧牛犬であることを証明する必要があったため、尾を短く断尾することが推薦されていた。オールド・イングリッシュ・シープドッグがボブテイルというニックネームを持つのは、このことが関係している。しかし、生後まもなく尾を切ることは残酷であると考えた人物がスミスフィールドの尾が短い個体を集めて選択繁殖し、牧牛犬だが断尾をする必要が無いスタンピーテイル種が作出された。これは尾の長さが非常に短い犬種で、尾の長さは4cm以下と非常に短いが、ふさふさした飾り毛が生えている。中には無尾の個体もいる。本種は断尾された犬に比べて脊髄等の変形症にかかるリスクがある程度軽減されていて、通常のスミスフィールドに負け劣らない牧牛能力を持っていたといわれている。
本種もオーストラリアへ輸出され、改良が加えられてスタンピーテイル・オーストラリアン・キャトル・ドッグに姿を変えた。その後本種はイギリスのものも含めて絶滅してしまったが、スタンピーテイル・オーストラリアン・キャトル・ドッグ作出の際に他の数種の犬種も使われたため、尾が短いこと以外の特徴はあまり受け継いでいないのが現状である。